# Scaphoideus coloratus
Scaphoideus coloratus är en insektsart som beskrevs av Rao 1989. Scaphoideus coloratus ingår i släktet Scaphoideus och familjen dvärgstritar. Inga underarter finns listade i Catalogue of Life.